# Marcelo Hargreaves
Marcelo Hargreaves da Costa (ur. 18 lipca 1981) – brazylijski siatkarz, gra na pozycji środkowego.
W sezonie 2009/2010 występował na parkietach PlusLigi w barwach AZS Olsztyn. W fazie zasadniczej rozgrywek okazał się najlepszym blokującym siatkarzem.
Po kilku latach spędzonych w Europie postanowił wrócić do ojczyzny, gdzie w sezonie 2010/2011 reprezentował barwy klubu Londrina / Sercomtel Volei.

## Sukcesy
- 2008 –  Mistrzostwo Francji z Paris Volley
- 2009 –  Mistrzostwo Francji z Paris Volley